# Rick Palacio
Rick Palacio (Pueblo, Colorado, 3 de noviembre de 1974) es un político estadounidense, miembro del Partido Demócrata de los Estados Unidos. El 5 de marzo de 2011 fue elegido presidente del partido demócrata de Colorado, después de que su antecesora Pat Waak anunciara que no se presentaría a la reelección. Palacio, hispano y abiertamente gay fue jefe de campaña del congresista John Salazar en las elecciones de Estados Unidos de 2006.